# Heterotardigrada
Gli eterotardigradi (Heterotardigrada Er. Marcus, 1927) sono una classe di animali invertebrati appartenente al phylum dei tardigradi.

## Progetti correlati
- Wikimedia Commons contiene immagini o altri file su Heterotardigrada
- Wikispecies contiene informazioni su Heterotardigrada

| Controllo di autorità | J9U (EN, HE) 987007544190305171 |